# Tamara Mellon
Tamara Mellon (Londra, 7 luglio 1967) è un'imprenditrice britannica attiva nel settore della moda. È cofondatrice dell'azienda calzaturiera di fama internazionale Jimmy Choo, che ha gestito dal 1996 al 2011, e dal 2013 gestisce il marchio di moda che porta il suo nome.

## Biografia
Nata a Londra, figlia di Tom Yeardye, controfigura di Rock Hudson, e di Anna (Davis) Yeardye, ex modella di Chanel, è la prima di tre fratelli. La famiglia si trasferì a Los Angeles nel 1976 in una casa accanto a Nancy Sinatra. Mellon alternava estati tra California e Regno Unito. Ha frequentato due scuole indipendenti per ragazze nel Berkshire — Marist School e Heathfield St Mary's School — prima di frequentare in Svizzera lo scomparso Institut Alpin Videmanette. 
Negli anni '80, Mellon (ha preso questo cognome dopo il matrimonio con un componente della dinastia Mellon) ha iniziato la sua carriera presso la rivista femminile americana Mirabella (Phyllis Walters Public Relations) e nel 1990 ha lavorato come editor per accessori presso Vogue a Londra. Lì, Mellon ha cominciato a pensare allo sviluppo di una gamma di accessori di design di alta qualità, principalmente scarpe e borse, e nel 1995 si è unita a Jimmy Choo, un artigiano per scarpe su misura.
Nel 1996, Mellon e Choo fondarono Jimmy Choo Ltd. Il nuovo marchio di scarpe, venduto in boutique e in grandi magazzini di lusso, ebbe rapidamente successo. Sempre quell'anno fu aperto il primo negozio in Motcomb Street a Londra. Nel 1998, una boutique fu aperta a New York City. Choo lasciò l'azienda nel 2001. Nel 2004, il valore della società (oltre 100 negozi al mondo) fu stimato in oltre 100 milioni di dollari, nel 2007 era salito a 185 milioni. 
Nel 2007, Mellon è apparsa sul Sunday Times Rich List nella lista dei 1.000 britannici più ricchi. Dal 2007 al 2011 è stata anche coinvolta con il marchio di moda americano Halston. Nel 2008, Mellon è stata nominata nel consiglio di amministrazione di Revlon. Nella primavera del 2010, Mellon ha avuto l'onorificenza dell'Ordine dell'Impero Britannico (OBE) per i suoi servizi all'economia britannica. 
Nel 2010 circolavano voci secondo cui Mellon avrebbe voluto vendere le sue azioni della società (circa un quinto) per un totale di 100 milioni di dollari. Nel maggio 2011, Jimmy Choo è stata venduta all'austriaco Labelux Group per un totale di 525,5 milioni di dollari. Mellon ricevette un totale di 85 milioni di dollari e lasciò l'azienda nel novembre 2011. Nel 2012 ha pubblicato il libro Jimmy Choo XV e nel 2013 In my shoes: a memoir.
A metà del 2013, Mellon ha lanciato il marchio di moda con il suo nome, Tamara Mellon, con sede a Manhattan. L'azienda, che ha offerto scarpe e abbigliamento attraverso la vendita al dettaglio, si è trovata in difficoltà, presentando istanza di fallimento secondo il "Chapter 11" nel dicembre 2015. Poco meno di duecento i creditori, per cifra comprese tra 1 milione e 10 milioni di dollari. In base al piano fallimentare di riorganizzazione, la società americana di private equity NEA ha effettuato un'iniezione di liquidità di 10 milioni di dollari.
Nel gennaio 2016, gli ex backer di Mellon hanno presentato un'obiezione ai piani di ristrutturazione ai sensi delle leggi americane sulla protezione del fallimento. Hanno dichiarato che questi piani hanno permesso a lei, al suo fidanzato e a un fondo di ottenere il controllo della nuova società, lasciando agli ex finanziatori senza alcun rimborso. L'obiezione include accuse di cattiva gestione e abuso della società, tra cui l'assunzione di un allenatore di vita sul libro paga e la spesa di $ 100,000 in biglietti per il Met Gala di New York. Anche il Dipartimento di Giustizia degli Stati Uniti ha presentato un'obiezione formale. [11] Il giudice che ha sentito la questione ha negato tutte le obiezioni e il piano di ricapitalizzazione è stato consumato all'inizio del 2016.
Alla fine del 2016, dopo una controversia (finita in nulla) sollevata da ex creditori con l'accusa di cattiva gestione, Mellon ha annunciato il rilancio del marchio con una collezione di scarpe venduta direttamente attraverso il suo sito web.

## Vita privata
Nel maggio 2000, ha sposato Matthew Taylor Mellon II, membro della dinastia Mellon e nipote di James Mellon, a Blenheim Palace. La coppia, che ha divorziato nel 2005, ha una figlia. All'inizio del 2015, Mellon ha annunciato alla rivista Hello! il suo fidanzamento con l'imprenditore americano Michael Ovitz il quale però era ancora legalmente sposato con la prima moglie Judy.  Da allora comunque vive nella casa di Ovitz a Los Angeles.
Nel 2013, Mellon ha pubblicato l'autobiografia "In My Shoes" in cui descrive in dettaglio la sua ascesa al successo e la sua partnership con il designer di scarpe Jimmy Choo. In un'intervista sul libro con Vanity Fair, ha parlato delle sfide della progettazione di scarpe per la stagione degli Oscar. Diverse pubblicazioni dei media hanno riferito della discussione nel suo libro sui suoi problemi di tossicodipendenza, in particolare con la cocaina e l'alcol, tanto da avere incontrato il primo marito, Matthew, ad un  "Alcoholics Anonymous". 